# Autovía de la Alcarria
La autovía de la Alcarria o A-28 es un proyecto de autovía española de Interés General del Estado, que transcurrirá entre la A-1, Guadalajara y Tarancón (Cuenca). 
Formará parte, junto con las autovías y autopistas AV-20, AP-51, AP-6, AP-61, SG-20, A-51, A-1 y A-40, del pentágono de Supercircunvalación exterior de Madrid (M-70) del Plan Estratégico de Infraestructuras y Transporte 2005/2020 (PEIT) conectando las autovías radiales A-1, A-2, A-3, A-4, A-5 y A-6.
La autovía fue planificada inicialmente por la Junta de Comunidades de Castilla-La Mancha con el fin de descongestionar la N-320 y fomentar el desarrollo de la Alcarria Baja y la Alcarria Conquense, aunque también se verán afectada por proximidad los municipios orientales de la Alcarria Complutense en la Comunidad de Madrid.
El 30 de abril de 2009 obtuvo la declaración de impacto ambiental positiva, con lo que a partir del 16 de mayo de 2009 el Ministerio de Transportes y Movilidad Sostenible puede autorizar las licitaciones y adjudicaciones de las obras de los tres primeros tramos totales de la futura autovía.
El Plan de Infraestructuras, Transportes y Vivienda 2012/2024 (PITVI) presentado por el Ministerio de Transportes y Movilidad Sostenible anuncia una inversión de 729 millones de euros para los 160,5 km de la autovía que unirá Tarancón, Guadalajara y la A-1.

## Tramos
| Denominación | Tramo                                                  | Kilómetros | Estado (2025)                                                    |
| ------------ | ------------------------------------------------------ | ---------- | ---------------------------------------------------------------- |
|              | Cabanillas de la Sierra A-1 - Guadalajara A-2          | 49,3       | Pendiente de nuevo estudio informativo                           |
|              | Tramo I: Guadalajara A-2 - Enlace CM-2004              | 33,7       | Proyecto caducado (pendiente nueva actualización DIA y proyecto) |
|              | Tramo II: Enlace CM-2004 - Enlace CM-2003              | 25,7       | Proyecto caducado (pendiente nueva actualización DIA y proyecto) |
|              | Tramo III: Enlace CM-2003 - Enlace CM-9202             | 37,2       | Proyecto caducado (pendiente nueva actualización DIA y proyecto) |
|              | Tramo IV: Enlace CM-9202 - Enlace Final: Tarancón A-40 | 14,6       | Proyecto caducado (pendiente nueva actualización DIA y proyecto) |